# Terror (Band)
Terror ist eine 2002 gegründete, US-amerikanische Band aus Los Angeles, die Hardcore mit Metal-Einflüssen verbindet. Die Band konnte bis heute Erfolge verbuchen; bereits das zweite Studioalbum One with the Underdogs wurde über 40.000 Mal verkauft, das dritte Album Always the Hard Way erreichte Platz 10 der Billboard Top Heatseekers Charts.

## Geschichte

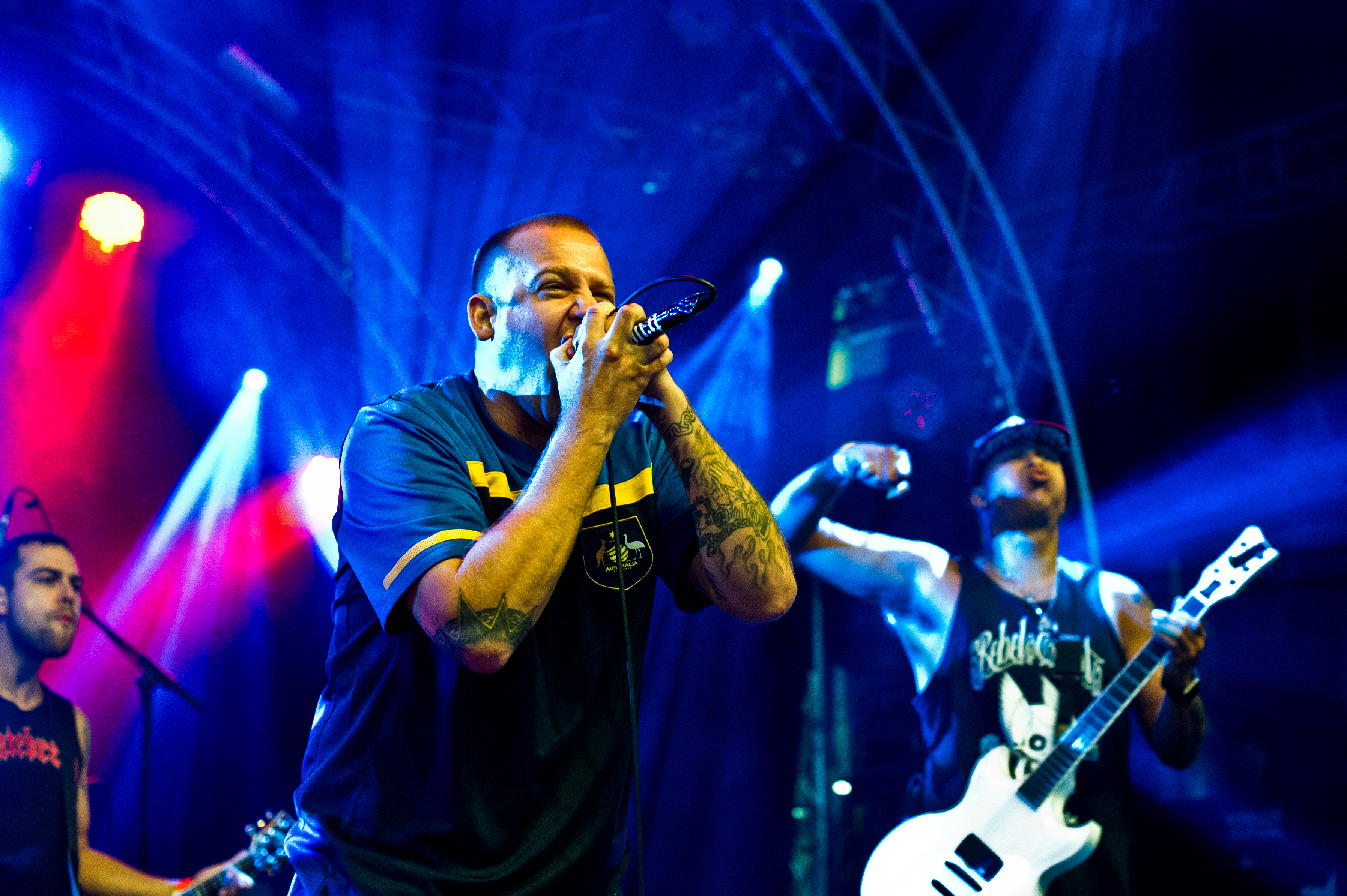
Terror 2011

2002 gegründet, organisierte die Band schon bald kleine Tourneen durch die USA und Kanada, auf denen sie auch als Vorband für Eighteen Visions und Throwdown auftraten.
Im Oktober 2003 wurde via Bridge Nine Records das Debütalbum Lowest of the Low veröffentlicht, worauf wieder eine Tour folgte.
Die langjährige Freundschaft zum Plattenlabel Trustkill Records führte schließlich zu einem Plattenvertrag. Das zweite Studioalbum One with the Underdogs wurde im Sommer 2004 veröffentlicht. Darauf sind auch Hatebreeds Jamey Jasta und Madballs Freddy Cricien zu hören.
Im Herbst 2004 tourten Terror mit Hatebreed, Sick of It All und Full Blown Chaos in den USA, ehe sie nach Australien und Neuseeland reisten und mit Agnostic Front im Frühjahr nach Europa kamen.
Nach weiteren Auftritten in den USA und in Kanada (u. a. mit Converge, Comeback Kid und Shadows Fall), stieg Gitarrist Frank Novinec im März 2006 aus, um sich Hatebreed anzuschließen. Im Mai 2006 waren Terror mit Chimaira, Unearth, All That Remains und Madball wieder in Europa auf Tour. Nachdem im Juli das dritte Studioalbum Always the Hard Way und die DVD The Living Proof erschienen waren, ging die Band mit u. a. In Flames, Trivium und Cannibal Corpse auf die Sounds of the Underground-Tour. Es folgten die Sanctity-of-Brothers-Tour durch die USA und die European-Persistance-Tour durch Europa. Nach weiteren Tourneen in den USA (u. a. mit All Shall Perish) und Europa nahmen Terror 2007 die EP Rhythm Amongst the Chaos auf.
Nachdem die Band mit Kataklysm und Chimaira tourten, wurde im Mai 2008 das Album The Damned, The Shamed unter Century Media veröffentlicht. Von 16. Oktober bis 16. November 2008 waren Terror mit On Broken Wings, As Blood Runs Black, The Ghost Inside und Blood Stands Still auf Tour durch die USA.
Doug Weber spielte neben seiner Hauptband noch bei First Blood zusammen mit dem ehemaligen Bassisten Carl Schwartz.
Am 19. Mai 2015 wurde der erste Titel The Solution, des Albums The 25th Hour durch Victory Records als Single vorab veröffentlicht. Das Album selbst erschien am 7. August. Am 28. September 2018 folgte das nächste Album Total Retaliation, inzwischen über Pure Noise Records veröffentlicht. Beim selben Label wurde am 6. Mai 2022 das nunmehr achte Album Pain into Power veröffentlicht.

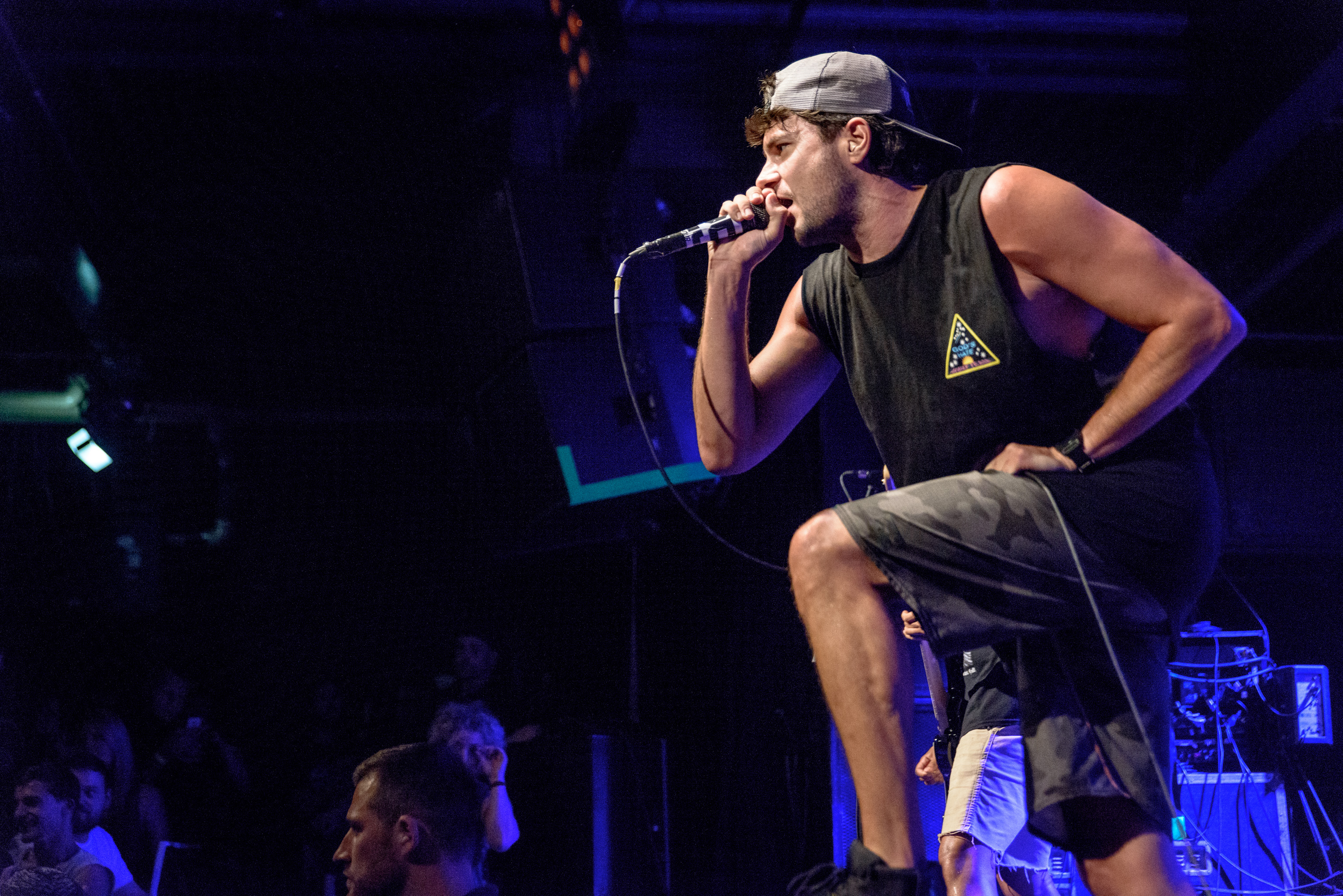
David Wood (2015)
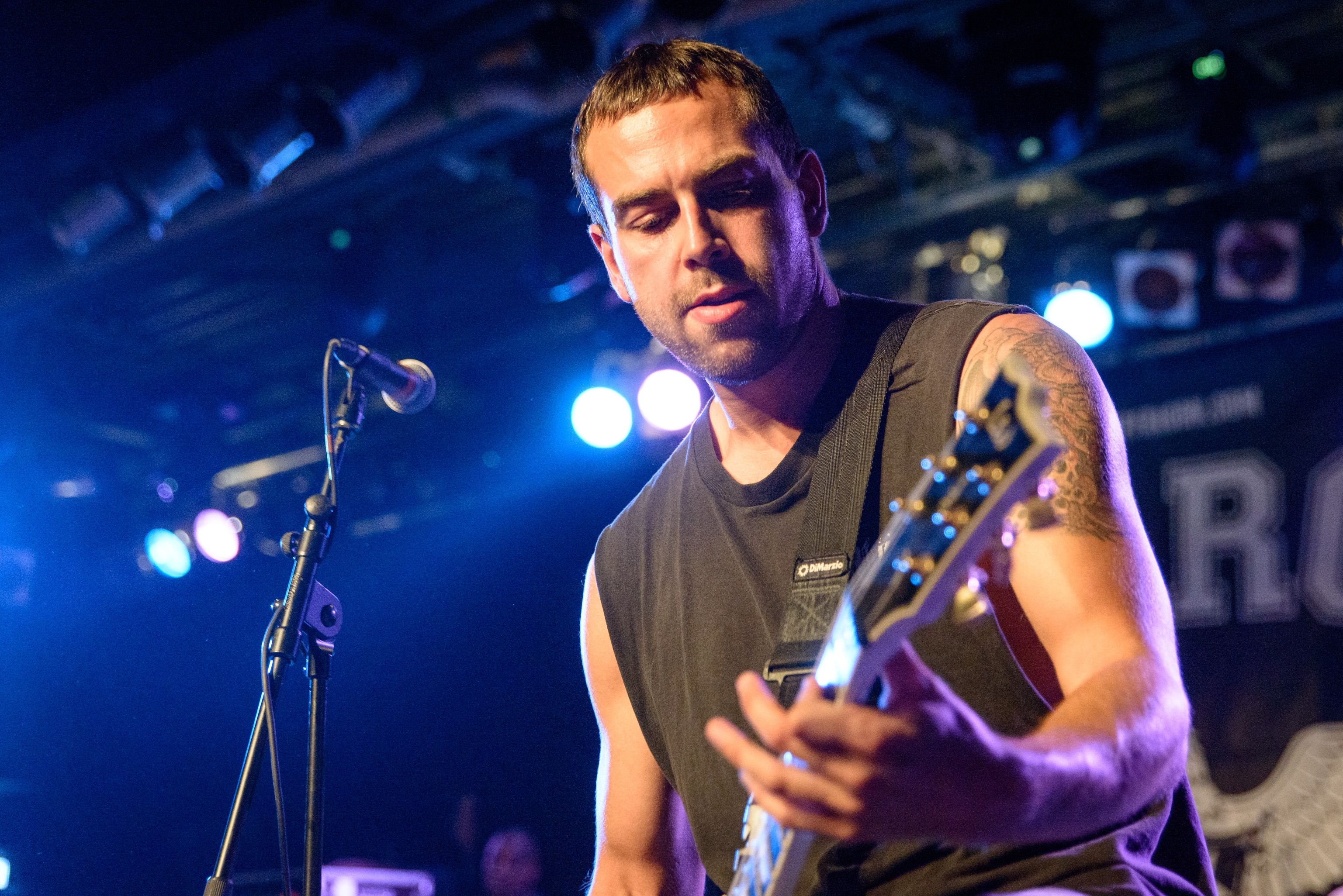
Jordan Posner (2015)
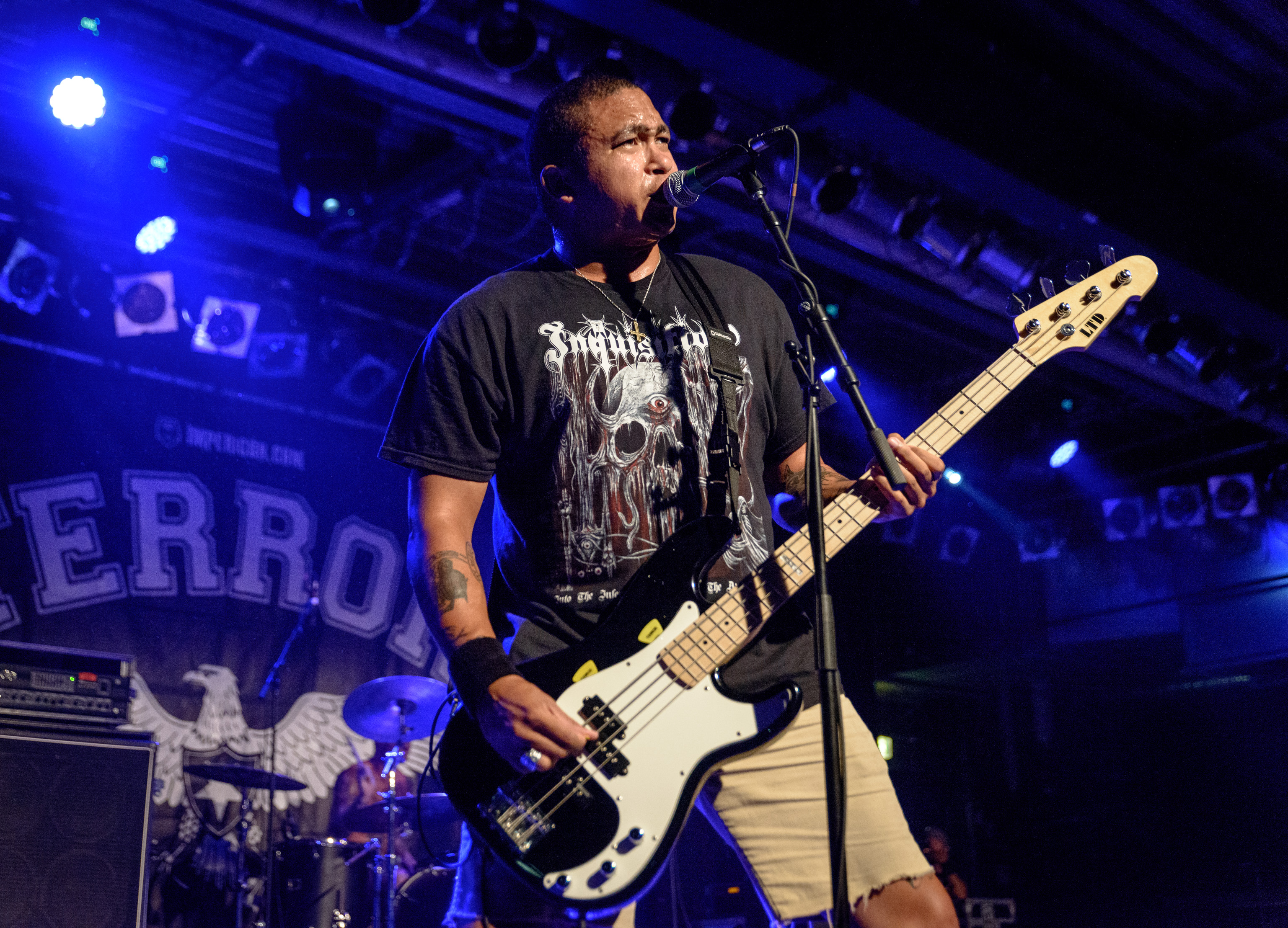
Martin Stewart (2015)

## Stil
Terror spielen Old-School-Hardcore mit aggressivem, metallischem Sound und Einflüssen aus Metal und Metalcore.
In einem Text zur Band auf der MySpace-Seite ist zu lesen:

“Terror have cemented their status in great stone letters as guardians of old school hardcore ethics while winning the pit fervor of the new generation of metal and hardcore fans.”

„Terror haben ihren Status als Hüter der Old-School-Hardcore-Ethik in großen Steinlettern zementiert, während sie die Leidenschaft der neuen Generation von Metal- und Hardcore-Fans gewannen.“

Textlich sind sie oft sehr aggressiv und direkt. Dabei sind Terror aber nicht sehr politisch; ihre Texte bewegen sich mehr auf der zwischenmenschlichen Ebene. Allerdings wird klar, was Scott Vogel von Rechtsradikalen hält, z. B. durch Ansagen auf der Bühne wie: “If a nazi walks through that door, beat the shit out of him.”

## Diskografie

### Studioalben
- 2003: Lowest of the Low (Bridge Nine Records)
- 2004: One with the Underdogs (Trustkill Records)
- 2006: Always the Hard Way (Trustkill Records [CD], Reflections Records [Europa], Lockin' Out Records [Vinyl US])
- 2008: The Damned, The Shamed (Century Media)
- 2010: Keepers of the Faith (Reaper Records)
- 2013: Live by the Code
- 2015: The 25th Hour (Century Media)
- 2018: Total Retaliation
- 2022: Pain into Power

### Kompilationen
- 2008: Forever Crossing the Line: 5 Years in the Making (Trustkill Records)
- 2021: Trapped in a World

### EPs und Split-Veröffentlichungen
- 2003: Lowest of the Low (Bridge Nine Records (CD, 12"), Reflections Records (10"))
- 2003: Dead Man’s Hand 02 (Split-EP mit Ringworm, Deathwish Inc.)
- 2003: Three Way Split (Split-EP mit The Promise & Plan of Attack, Organized Crime Records)
- 2007: Rhythm Amongst the Chaos CD, 7" (Reaper Records (US), Reflections Records (Europe))
- 2017: The Walls Will Fall (Pure Noise Records)

### Live
- 2006: The Living Proof Live-DVD (Trustkill Records)
- 2008: CBGB OMFUG Masters: Live June 10, 2004 – The Bowery Collection (CBGB Records)
- 2011: No Regrets, No Shame: The Bridge Nine Years

### Singles
- 2010: Keepers of the Faith 7" (Vorab-Single, Reaper Records)